# 密花乌头
密花乌头（学名：Aconitum potaninii）为毛茛科乌头属下的一个种。

## 扩展阅读
- 維基物種上的相關：密花乌头